# Francisco Aguilar Piñal
Francisco Aguilar Piñal (* 6. März 1931 in Sevilla) ist ein spanischer Hispanist. Er gehört zu den profiliertesten und bekanntesten Forschern zur spanischen Aufklärung.

## Leben und Wirken
Aguilar Piñal wurde als ältestes von fünf Kindern geboren. Er studierte Philosophie und Philologie in Murcia und an der Universidad Complutense in Madrid. 1962 promovierte er in Madrid.
Nach einer Tätigkeit als Spanischlehrer an der Universidad Menéndez Pelayo in Santander (1963) wurde er Forschungsleiter am Instituto de España in London (1963–1966). Anschließend wechselte er als Dozent an die Universidad Complutense (1967–70) und an den CSIC (Consejo Superior de Investigaciones Científicas) in Madrid. Dort blieb er bis zu seiner Emeritierung (1996). 
Sein besonderer Forschungsschwerpunkt sind bibliographische Studien für die Zeit der Aufklärung. Aguilar Piñal erhielt zahlreiche Auszeichnungen für seine Arbeiten. Im Jahr 2001 wurde ihm der Orden Alfons X. des Weisen verliehen.
Aguilar Piñal ist seit 1964 verheiratet, hat drei Kinder und lebt heute in Madrid.

## Schriften (Auswahl)
- Romancero popular del siglo XVIII. Madrid 1972. (Cuadernos Bibliográficos, XXVII).
- Impresos sevillanos del siglo XVIII. Adiciones a la tipografía hispalense. Madrid 1974.
- La prensa española en el siglo XVIII: Diarios, revistas y pronósticos. Madrid 1978. (Cuadernos Bibliográficos, XXXV).
- Índice de las poesías publicadas en los periódicos españoles del siglo XVIII. Madrid 1981. (Cuadernos Bibliográficos, XLIII).
- Bibliografía de autores españoles del siglo XVIII. 10 Bände, Madrid 1981–2002.
- La biblioteca de Jovellanos (1778). Madrid 1984.
- Introducción al siglo XVIII. Gijón 1991. (Historia de la Literatura Española, 25) (Neuauflage 2005 unter dem Titel La España del absolutismo ilustrado).